# Distretti di New York
     1. Manhattan
     2. Brooklyn
     3. Queens
     4. The Bronx
     5. Staten Island

I cinque distretti di New York:
1. Manhattan
2. Brooklyn
3. Queens
4. The Bronx
5. Staten Island

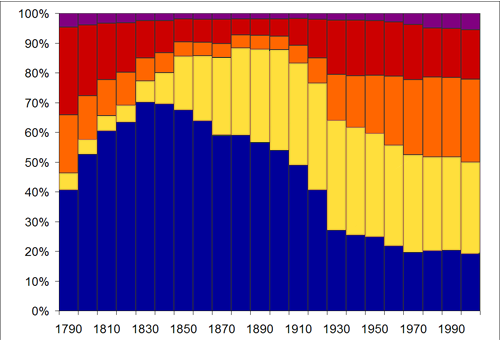
Percentuale della popolazione di New York residente in ciascuno dei distretti, divisa per anni di censimento.1. Manhattan, 2. Brooklyn, 3. Queens, 4. The Bronx e 5. Staten Island. I dati antecedenti al 1898 fanno riferimento alla popolazione residente nelle aree oggi comprese nei distretti attuali.

I distretti o bourgh di New York sono cinque e rappresentano la suddivisione amministrativa della più grande città degli Stati Uniti.
New York è denominata anche come The Five Boroughs ed è suddivisa amministrativamente, ma anche socio-economicamente, in cinque distretti (borough) che svolgono come enti locali i compiti di base all'interno della più generale amministrazione comunale. Al contempo, ogni distretto corrisponde ad una singola contea, la quale copre unicamente le mansioni di amministrazione periferica dello Stato di New York.
Un borough è una forma unica di governo (diffusa nel New England) che amministra le cinque parti fondamentali costituenti della città consolidata. Tecnicamente, sotto la New York State Law, un borough è una municipal corporation che viene creata quando una contea viene fusa amministrativamente con le città e i villaggi che si trovano nel circondario. Differisce significativamente dalle forme di governo a tipo borough usate in qualsiasi altra zona degli Stati Uniti.

## I cinque distretti di New York
Ecco la lista (i dati sulla popolazione sono aggiornati al luglio 2002):
- Manhattan, chiamata Contea di New York come suddivisione statale, 1 629 054 abitanti, è il centro culturale, amministrativo e degli affari. Manhattan è la zona più densamente popolata della città e ospita gran parte dei luoghi e degli edifici che la caratterizzano maggiormente. A Manhattan si trova, ad esempio, la maggior parte dei grattacieli newyorkesi. Da menzionare il celebre quartiere di Harlem, a prevalenza afro-americana.
- The Bronx, omonima anche come contea, 1 397 287 abitanti, è l'unico distretto a trovarsi quasi interamente sulla terraferma (fanno eccezione alcune isole minori). È delimitato a est dal Long Island Sound, a sud dall'East River e a ovest dall'estuario del fiume Hudson. Associato a immagini di povertà e violenza (che non corrispondono del tutto alla realtà dei fatti), è abitato per la maggior parte da immigrati dall'America Latina e da loro discendenti, nonché da molti afro-americani. Non mancano, comunque, quartieri ad alto reddito, come Riverdale. Il Bronx è la culla della cultura hip hop e ospita lo stadio dei New York Yankees, lo Yankee Stadium.
- Brooklyn, chiamata Contea di Kings come suddivisione statale, 2 567 098 abitanti, è il distretto più popolato. Fino al 1898 era una città indipendente. Dispone di un distretto finanziario e di molte aree residenziali, anche storiche.
- Queens, omonima anche come contea, 2 306 712 abitanti, è il distretto più esteso e la contea degli Stati Uniti più varia dal punto di vista etnico. Si affaccia a nord sul Long Island Sound. Prima di unirsi a New York, era composto da piccole città e villaggi, fondati dagli olandesi. Due dei maggiori aeroporti della città hanno sede a Queens: si tratta dell'aeroporto Fiorello LaGuardia e dell'aeroporto internazionale John F. Kennedy. Al Queens era situato il leggendario Shea Stadium.
- Staten Island, chiamata Contea di Richmond come suddivisione statale, 491 730 abitanti, è un distretto dal carattere residenziale. Collegato alla punta di Manhattan dallo Staten Island Ferry.

In ciascun distretto viene eletto un presidente, che però non ha grandi poteri esecutivi, e quasi tutti da condividere col sindaco di New York.

## Storia
| I cinque distretti di New York                               | I cinque distretti di New York | I cinque distretti di New York | I cinque distretti di New York | I cinque distretti di New York | I cinque distretti di New York | I cinque distretti di New York | I cinque distretti di New York | I cinque distretti di New York |
| Giurisdizione                                                | Giurisdizione                  | Popolazione                    | PIL                            | PIL                            | Area calpestabile              | Area calpestabile              | Densità                        | Densità                        |
| Distretto                                                    | Contea                         | Censimento (2020)              | miliardi (US$)                 | pro capite (US$)               | miglia quadrate                | km quadrati                    | persone/mi²                    | persone/km²                    |
| ------------------------------------------------------------ | ------------------------------ | ------------------------------ | ------------------------------ | ------------------------------ | ------------------------------ | ------------------------------ | ------------------------------ | ------------------------------ |
| The Bronx                                                    | Bronx                          | 1 472 654                      | 28,787                         | 19 570                         | 42,10                          | 109,04                         | 34 653                         | 13 231                         |
| Brooklyn                                                     | Kings                          | 2 736 074                      | 63,303                         | 23 900                         | 70,82                          | 183,42                         | 37 137                         | 14 649                         |
| Manhattan                                                    | New York                       | 1 694 251                      | 629,682                        | 378 250                        | 22,83                          | 59,13                          | 72 033                         | 27 826                         |
| Queens                                                       | Queens                         | 2 405 464                      | 73,842                         | 31,310                         | 108,53                         | 281,09                         | 21 460                         | 8 354                          |
| Staten Island                                                | Richmond                       | 495 747                        | 11,249                         | 23 460                         | 58,37                          | 151,18                         | 8 112                          | 3 132                          |
| New York                                                     | New York                       | 8 804 190                      | 806,863                        | 93 574                         | 302,64                         | 783,83                         | 28 188                         | 10 947                         |
| Stato di New York                                            | Stato di New York              | 19 849 399                     | 1 547,116                      | 78 354                         | 47 214                         | 122 284                        | 416,4                          | 159                            |
| Fonte: consulta le voci che riguardano il singolo distretto. |                                |                                |                                |                                |                                |                                |                                |                                |

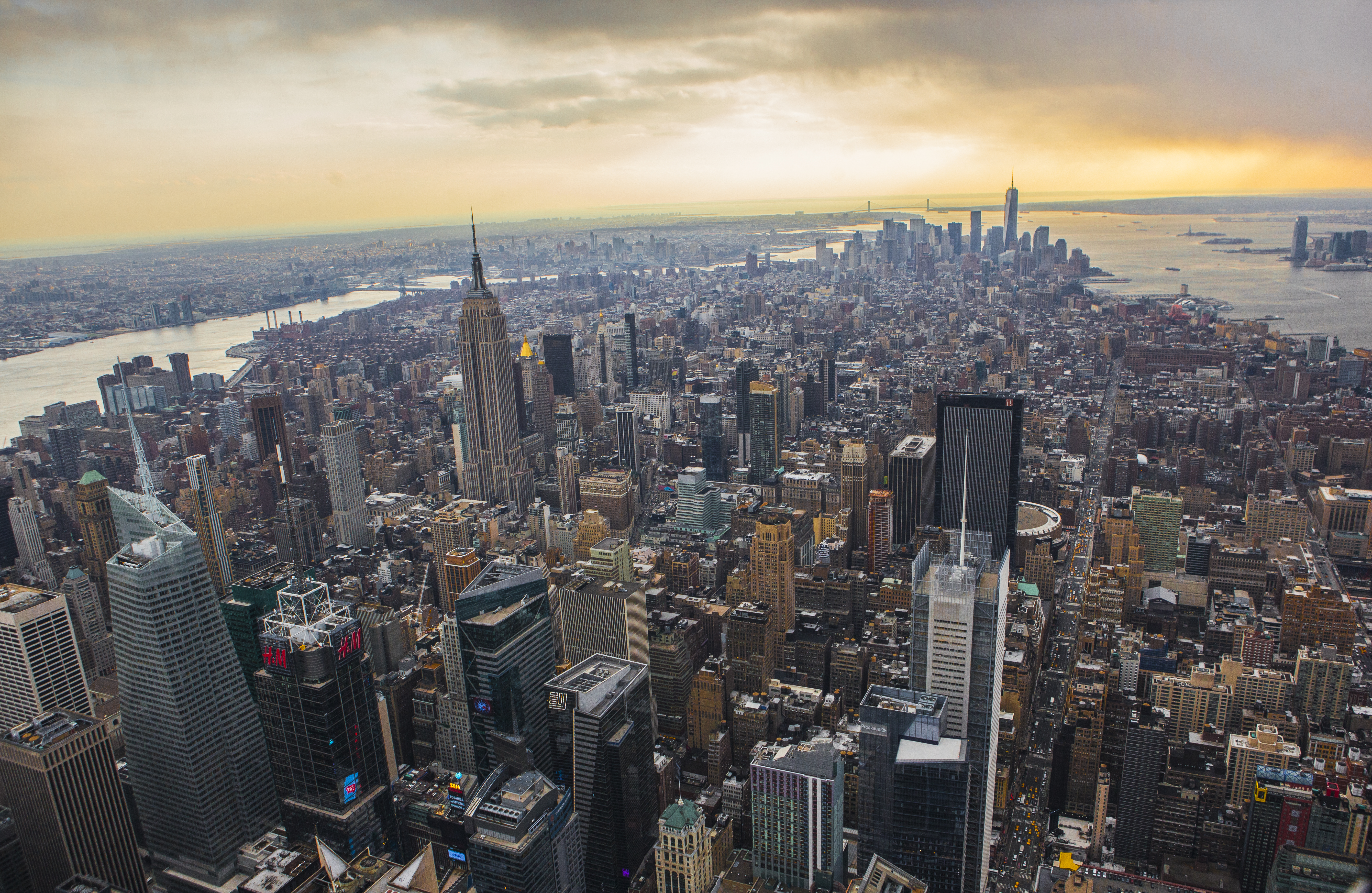
Il distretto di Manhattan è il centro economico, culturale e amministrativo di New York.

Spesso ci si riferisce alla Città di New York chiamandola collettivamente i Five Boroughs; il termine viene usato per riferirsi all'intera città di New York in modo non ambiguo, evitando di confondersi con qualsiasi particolare borough, oppure estendendosi alla grande area metropolitana di New York (che informalmente include parti di Long Island, Newark, New Jersey, ecc.). L'espressione viene utilizzata dai politici per centrarsi su Manhattan e mettere tutte le cinque contee sullo stesso piano. Il termine Outer Boroughs si riferisce a tutti i boroughs escludendo Manhattan (anche se in effetti il centro geografico della città si trova nel bordo tra Brooklyn e Queens).
A differenza della maggior parte delle città nordamericane, che si trovano in una singola contea, oppure che nella loro periferia si estendono in un'altra contea con una propria fisionomia (come Miami che occupa le contee di Miami Beach e Homestead), o che giganteggiando debordano dalla propria contea, estendendo la loro periferia indistinta nelle contee limitrofe, senza centri ben identificabili (come Los Angeles), ognuno dei cinque boroughs di New York occupa un territorio che coincide con una contea-isola dello Stato di New York. I borough di New York vennero creati nel 1898, quando sono stati stabiliti gli attuali confini della città in corrispondenza dell'annessione a Manhattan degli altri quattro distretti.
La città di New York corrispondeva in precedenza all'isola di Manhattan fin dai tempi della colonizzazione britannica. Risale invece all'Ottocento la creazione della città di Brooklyn mediante l'abolizione di ogni altra autorità locale della contea di Kings. Gli altri tre distretti erano invece divisi in molteplici comuni.

### Dopo il 1898
Il Borough of Bronx era la parte della contea di New York che era stata staccata tempo prima dalla Westchester County, fino alla creazione della Bronx County nel 1914. Il Borough of Queens fu anch'esso frutto di un distacco dalla Nassau County. Il distretto di Staten Island era ufficialmente Borough of Richmond fino al cambiamento del nome nel 1975.
Ogni borough è rappresentato da un Borough President eletto dai cittadini e, con l'eccezione di Manhattan che usufruisce del municipio cittadino, ha una borough hall. In origine i presidenti dei distretti godevano di un potere politico quali membri del New York City Board of Estimate, il senato cittadino che rappresentava pariteticamente i distretti affiancando il Consiglio comunale eletto invece a livello generale, ma nel 1990 gli Estimati furono aboliti per via di una decisione della Corte Suprema degli Stati Uniti d'America in una causa del 1989 contro il cittadino Morris, e il presidente del borough ha visto i suoi poteri esecutivi ridotti al minimo, mentre non vi sono funzioni legislative all'interno di un borough. La maggior parte del potere esecutivo viene esercitata dal Sindaco di New York e le funzioni legislative sono responsabilità dei membri del New York City Council. Dal momento che sono a livello di contee, ogni borough elegge un procuratore distrettuale, allo stesso modo di qualsiasi contea dello stato. Alcuni giudici delle corti civili vengono eletti con potestà sul solo borough, anche se in genere possono essere eletti per prestare servizio nell'intera città.